# SHAPE AG
SHAPE AG (Anteriormente SHAPE Services) es un vendedor de software independiente multiplataforma y proveedor de servicios web. La compañía desarrolla Mensajería instantánea, social networking, productividad, diversión, juegos, medios de comunicación y aplicaciones basadas en la ubicación, para Palm, Apple iPhone, IPod touch e iPad, Más, Windows Mobile Windows Phone, Android, Symbian S60, UIQ, J2ME, y plataformas móviles HP/Palm webOS .

## Sobre la compañía
SHAPE AG es una compañía operativa a nivel mundial basada en Stuttgart, Alemania y oficinas en Alemania y Ucrania. La compañía fue fundada en 2002 y en 2011 tenía más de 60 empleados.
En mayo de 2008 SHAPE adquirió Warelex LLC, un desarrollador de tecnologías y aplicaciones multimedia para dispositivos móviles de EE. UU.
En julio de 2011 SHAPE adquirió Crisp Aplication, un desarrollador basado en Hong Kong de aplicaciones Phone para iOS.
En 2011 la compañía añadió a la aplicación IM+, servicios de mensajería instantánea basados en la ubicación .
En 2012 SHAPE consiguió $10 millones de la empresa de inversiones rusa Finam.
En 2012 SHAPE Services cambió oficialmente su nombre a .SHAPE AG .

## Productos actuales
Sus productos de software más conocidos incluyen:
- IM+ - mensajero instantáneo multiprotocolo y multiplataforma para móvil.[4]
- IM+ Web - mensajero instantáneo multiprotocolo para web.[5]
- Nuevo: Sicher - mensajero seguro interplataforma con transferencia encriptada de archivos.
- Lector de Tarjeta de visita - utilidad OCR para tarjetas de visita que procesa y salva contactos en la agenda.[6]
- iDisplay - Utilidad que permite utilizar los dispositivos que corren en Android OS y iOS como pantalla secundaria de ordenadores Windows y Mac.
- RDM+ - Aplicación multiplataforma de acceso remoto para dispositivos móviles.
- CheckIn+/CheckIn Pro - Aplicación de realidad aumentada que se sobrepone al entorno actual del usuario y que permite seleccionar aplicaciones de geolocalización, dejando al usuario ver cada destino importante y su posición en el mundo real.[7]
- Chat para GTalk - mensajero instantáneo mono-cliente para Chat de Google/Google+.